# Dolnosvratecká niva
Dolnosvratecká niva je geomorfologický okrsek na jižní Moravě, jižně od Brna. Je součástí podcelku Dyjsko-svratecké nivy, která je částí Dyjsko-svrateckého úvalu.
Údolní niva dolního, převážně zregulovaného toku řeky Svratky je tvořena čtvrtohorními sedimenty. Severní část nivy je urbanizovaná městem Brnem, na zbytku území se nachází hlavně pole, louky, zbytky lužních porostů či ostrůvky vátých písků.
V prostoru Dolnosvratecké nivy se nachází několik maloplošných chráněných území: přírodní rezervace Černovický hájek, Plačkův les a říčka Šatava a přírodní památky Rájecká tůň, Holásecká jezera, Nosislavská zátočina, Přísnotický les a Knížecí les.